# Викторијин Нил
Викторијин Нил (Самерсет - Нил) улива се у североисточни део Албертовог језера. Истиче из језера Викторије. Место извора од Европљана први су 1862. године открили Џон Хенинг Спик и Џејмс Огастес Грант. На свом 400 км дугом путу до Албертовог језера, Викторија - Нил протиче кроз језеро Кјога и гради већи број водопада, каскада и брзака (Рипон, Квин, Мерчинсон).
Велика количина воде и знатан пад искоришћени су за производњу електричне енергије, а у средњем току и за пловидбу. Река је преграђена 1954 када је хидроекектрана „Квин Фолс“ почела да производи електричну енергију. Хирдоелектрана припада Уганди, а енергијом снабдева и један део Кеније. Максималан протицај је у јуну (741 m³/s), а минималан у јануару (602 m³/s). Средњи годишњи протицај износи 646 m³/s. Укупна годишња количина воде коју Викторија - Нил унесе у Албертово језеро износи 19,7 km³.